# Кроссировка
Кроссировка — многозначный термин:
1. Кроссировка, кроссирование или кроссировочные работы (cross — крест, перекрестный, скрещивание) — соединение проводов или кабелей линии (магистрали) связи с коммутационным оборудованием средств связи, в том числе разводка внутри такого оборудования. Кроссом называют помещение, пространство или место, отведенное под коммутацию проводов; контрольно-распределительное коммутационное оборудование; устройство для соединения кабелей (проводов).
2. Кроссировка — провод кроссовый станционный марки ПКСВ (ТУ 16.К71-80-90). Токопроводящая жила провода — однопроволочная из медной мягкой проволоки диаметром 0,4 или 0,5 мм, изоляция — из ПВХ пластиката толщиной 0,25 мм, а скрутка — две, три или четыре изолированные жилы, — соответственно марки: ПКСВ 2, ПКСВ 3 или ПКСВ 4, скручены в провод с шагом скрутки не более 15 диаметров по скрутке. Возможный цвет изоляции вышеуказанного провода: белый, синий, красный, зеленый. Предназначен для осуществления нестационарных включений в кроссах телефонных станций при постоянном напряжении до 120 В.